# 戦争に反対する唯一の手段は。-ピチカート・ファイヴのうたとことば-
『戦争に反対する唯一の手段は。-ピチカート・ファイヴのうたとことば-』（せんそうにはんたいするゆいいつのしゅだんは ピチカート・ファイヴのうたとことば）は、2002年3月31日に発売されたピチカート・ファイヴのトリビュート・アルバム。発売元は、レディメイド・インターナショナル。

## 解説
- 2001年3月31日のピチカート・ファイヴ解散からちょうど一年を経て発売された。
- トリビュート・アルバムを銘打っているが、事実上は小西康陽のソロ・プロジェクトにゲストを招いたセルフカバーアルバムになっている。
- 一部レコード店では、タイトルの8cmシングルCDが特典として付属した（HIRMD-5001)。
- タイトルは、吉田茂の長男で英文学者の吉田健一のエッセイから採られた。
- 唯一の手段とは、各自の生活を美しくし、それに執着することであると吉田は言う[2]。

## 収録曲
1. 美しい星 / オリジナル・ラヴ
  - 2001年8月28日の「TRIAL SESSION」LIVE TOUR（渋谷CLUB QUATTRO）でのライブ収録[3]。
2. 世界は1分間に45回転で廻っている / 岸野雄一
3. イッツ・ア・ビューティフル・デイ / QYPTHONE
4. ノンストップ・トゥ・トーキョー / RIP SLYME
5. 新しい歌 / デューク・エイセス
6. 皆笑った / 水森亜土
7. テーブルにひとびんのワイン / 南佳孝
8. 野いちご / 野本かりあ
9. メッセージ・ソング / 曽我部恵一
10. あなたのいない世界で / コシミハル
11. 私のすべて / 夏木マリ
12. One Two Three Four Five Six Seven Eight Nine Ten Barbie Dolls / Hair
13. 戦争は終わった / 有近真澄
14. きみみたいにきれいな女の子 / Reggae Disco Rockers
15. 悲しい歌 / 和田アキ子
16. 陽の当たる大通り / キリンジ
17. マジック・カーペット・ライド / 市川実和子